# Open, Södermanland
Open är en våtmark, tidigare sjö i Vingåkers kommun i Södermanland och ingår i Nyköpingsåns huvudavrinningsområde.